# Rupia singalese
La rupia (Sinhala: රුපියල, Tamil: ரூபாய்) è la valuta dello Sri Lanka, ed è divisa in 100 cent. Il codice ISO 4217 è LKR. La rupia è emessa dalla Central Bank of Sri Lanka e generalmente è usato il simbolo ₨ (o a volte anche SL₨).

## Storia
La sterlina britannica divenne la moneta ufficiale di Ceylon nel 1825, sostituendo il rixdollar di Ceylon con un tasso di cambio di 1 sterlina = 13⅓ rixdollar, e le monete d'argento britanniche entrarono in corso. Banconote del Tesoro con la denominazione in pound furono emesse nel 1827, in sostituzione delle precedenti banconote in rixdollar. Le banconote in rixdollar non cambiate furono demonetizzate nel giugno del 1831.
La rupia indiana divenne la moneta standard di Ceylon il 26 settembre 1836, e Ceylon ritornò così nell'area monetaria indiana. Banconote del Tesoro in sterline continuarono a circolare dopo il 1836, accanto alle rupie. La valuta legale rimase l'argento britannico e la contabilità era in sterline, scellini e penny. Tuttavia i pagamenti erano effettuati in rupie ed anna con una "fictitious par" (tasso di conto fisso) di 2 scellini per rupie (cioè 1 sterlina = 10 rupie).
La "Bank of Ceylon" fu la prima banca privata ad emettere banconote nell'isola (1844) e le banconote del Tesoro furono ritirate nel 1856.
La rupia indiana fu fissata formalmente come moneta di corso legale illimitato il 18 giugno 1869 e fu decimalizzata il 23 agosto 1871. Dopo di ciò la rupia divisa in 100 cent divenne la moneta di conto di Ceylon e dal 1º gennaio 1872 fu effettivamente l'unica a corso legale, sostituendo la valuta britannica con un tasso di 1 rupia = 2 shilling e 3 penny.

## Monete
Nel 1872 furono introdotte monete di rame da ¼, ½, 1 and 5 cent datate 1870, seguite nel 1892 da monete d'argento da 10, 25 e 50 cent. La produzione del pezzo da ¼ cent ebbe termine nel 1904. La moneta di rame di grande modulo da 5 cent fu sostituita nel 1909 da una più piccola in cupro-nichel, che era quadrata con gli angoli arrotondati. Nel 1919 il titolo dell'argento fu ridotto da. 800 a. 550.
Tra il 1940 ed il 1944 fu apportato un completo cambiamento della monetazione. La produzione delle monete da ½ cent cessò nel 1940 e fu introdotta una di bronza da 1 cent nel 1942. Il nichel-ottone sostituì il cupro-nichel nei 5 cent lo stesso anno e sostituì l'argento nei 25 e nei 50 cent nel 1943. Nel 1944 furono introdotte monete in nichel-ottone da 2, con margine ondulato e da 10 cent.
Nel 1963 fu introdotta una nuova monetazione, senza il ritratto del monarca. Le monete erano quelle in alluminio da 1 e 2 cent, in nichel ottone da 5 e 10 cent ed in cupro-nichel da 25 e 50 cent e da 1 rupia. Nel 1978 l'alluminio sostituì il nichel-ottone nei pezzi da 5 e 10 cent. Monete in cupro-nichel da 2 rupie ed il alluminio-bronzo da 5 rupie sono state introdotte nel 1984.
Il dritto delle monete dal 1963 reca l'armoriale dello Sri Lanka. Il rovescio delle monete reca l'indicazione del valore in cifre ed in singalese, tamil ed inglese sotto alla cifra; l'anno di emissione è scritto in basso ed il nome del paese è in circolo nelle stesse lingue; il singalese è in alto. Il 14 dicembre 2005 la banca centrale dello Sri Lanka ha emesso una nuova serie di monete con valori da 25 e 50 cent, da 1, 2 e 5 rupie. Le denominazioni da 1, 2, 5 e 10 cent, anche se ancora a corso legale, non si trovano in circolazione e non sono emesse.
Il dritto ed il rovescio delle nuove monete è rimasto identico a quelle precedenti, ma i pesi e le leghe sono stati cambiati per rendere più facile l'identificazione.
| Monete in corso | Monete in corso | Monete in corso     | Monete in corso | Monete in corso           | Monete in corso | Monete in corso | Monete in corso | Monete in corso | Monete in corso |
| Immagine        | Valore          | Dritto              | Rovescio        | Metallo                   | Dimensioni      | Peso            | Spessore        | Anno            |                 |
| --------------- | --------------- | ------------------- | --------------- | ------------------------- | --------------- | --------------- | --------------- | --------------- | --------------- |
|                 | 25 cent         | Nome, data e valore | Armoriale       | Acciaio coperto da rame   | 16,0 mm         | 1,68 g          | 1,2 mm          | 2005            |                 |
|                 | 50 cent         | Nome, data e valore | Armoriale       | Acciaio coperto da rame   | 18,0 mm         | 2,5 g           | 1,4 mm          | 2005            |                 |
|                 | Una rupia       | Nome, data e valore | Armoriale       | Acciaio coperto da ottone | 20,0 mm         | 3,65 g          | 1,7 mm          | 2005            |                 |
|                 | Due rupie       | Nome, data e valore | Armoriale       | Acciaio coperto da nichel | 28,5 mm         | 7,0 g           | 1,5 mm          | 2005            |                 |
|                 | Cinque rupie    | Nome, data e valore | Armoriale       | Acciaio coperto da ottone | 23,5 mm         | 7,7 g           | 2,7 mm          | 2005            |                 |

## Monete commemorative
Monete per i valori di 100, 500, 1000 e 5000 rupie emesse come monete commemorative erano in circolazione nel 2003.
Monete commemorative emesse dalla banca centrale dello Sri Lanka comprendono:
- 1957 5 rupie "2500° Buddha Jayanthi"
- 1968 2 rupie "Secondo congresso mondiale del cibo"
- 1976 2 & 5 rupie "5ª conferenza dei paesi non allineati - Colombo"
- 1978 1 rupia "Prima presidenza esecutiva in Sri Lanka"
- 1981 5 rupie "50° Anniversary of the Universal Adult Franchise in Sri Lanka"
- 1981 2 rupie "Accelerated Mahaweli Scheme"
- 1987 10 rupie "International Year of Shelter for the Homeless"
- 1990 500 rupie "40º Anniversario della Banca Centrale"
- 1991 100 & 500 rupie "5° Giochi sudasiatici - Colombo, dicembre 1991"
- 1992 1 rupia "3rd Anniversary of the Induction of the President R. Premadasa"
- 1993 500 rupie "2300th Anubudu Mihindu Jayanthi"
- 1995 2 rupie "50th Anniversary of the United Nations Food and Agricultural Organisation"
- 1995 5 rupie "50º Anniversario dell'O.N.U."
- 1996 1 rupia "50º Anniversario del United Nations Children's Fund"
- 1998 10 1000 & 5000 rupie "50º Anniversario dell'Indipendenza"
- 1999 1000 rupie "Cricket World Cup"
- 1999 1 rupia "50º Anniversario dell'esercito dello Sri Lanka"
- 2000 1000 rupia "50th Anniversary of the Central Bank of Sri Lanka"
- 2000 1 rupia "50th Anniversary of the Sri Lanka Navy"
- 2001 1 rupia "50th Anniversary of the Sri Lanka Air force"
- 2001 2 rupie "50th Anniversary of the Colombo Plan"
- 2003 5 rupie "250th Anniversary of Syamopali Maha Nikaya, Asgiriya and Malwatta Chapters" (Two Coins)

|  | 5 rupie    | Buddha Jayanthi                       |  |  |  |  | 1957 |
|  | 100 rupie  | Giochi sudasiatici                    |  |  |  |  | 1991 |
|  | 500 rupie  | Giochi sudasiatici                    |  |  |  |  | 1991 |
|  | Una rupia  | Esercito dello Sri Lanka              |  |  |  |  | 1999 |
|  | 1000 rupie | Cricket World Cup                     |  |  |  |  | 1999 |
|  | 1000 rupie | 50º Anniversario della Banca Centrale |  |  |  |  | 2000 |
|  | Una rupia  | Presidente Premadasa                  |  |  |  |  | 1991 |
|  | 1000 rupie | Indipendenza                          |  |  |  |  | 1998 |
|  | Una rupia  | Marina dello Sri Lanka                |  |  |  |  | 2000 |
|  | 500 rupie  | Mihindu Jayanthi                      |  |  |  |  | 1993 |
|  | 5 rupie    | 50º Anniversario ONU                  |  |  |  |  | 1995 |
|  | 500 rupie  | 40º Anniversario Banca Centrale       |  |  |  |  | 1990 |

## Banconote
Nel 1895 il Governo di Ceylon introdusse per la prima volta la carta monete, la banconota da 5 rupie. Questa fu seguita da quella da 10 rupie nel 1894, da 1000 rupie nel 1899, da 50 rupie nel 1914, da 1 e 2 rupie nel 1917 a da 100 e 500 rupie nel 1926. Nel 1942 furono introdotte emissioni d'emergenza da 5, 10, 25 e 50 cent, emesse fino al 1949.
Nel 1951 l'emissione della carta moneta passò alla Central Bank of Ceylon che introdusse le banconote da 1 e 10 rupie. Queste furono seguite nel 1952 dalla banconote da 2, 5, 50 e 100 rupie. La banconota da 1 rupia fu rimpiazzata da una monete nel 1963.
Dal 1977 le banconote furono emesse dalla Central Bank of Sri Lanka. La banconota da 20 rupie fu introdotta nel 1979, seguita da quelle da 500 e 1000 rupie nel 1981, da 200 rupie nel 1998 e da 2000 rupie nel 2006. Le banconote dello Sri Lankan sono poco comuni perché al verso sono stampate verticalmente. La banconota da 200 rupie note è stampata su un substrato di polimeri. Le banconote sono stampate da De la Rue Lanka Currency and Securities Print (Pvt) Ltd, una joint venture del Governo dello Sri Lanka e De la Rue, una società che stampa banconote del Regno Unito. Le banconote attualmente in circolazione sono:
- 10 rupie
- 20 rupie
- 50 rupie
- 100 rupie
- 200 rupie (1998 la banconota in polimeri è ancora in circolazione)
- 500 rupie
- 1000 rupie
- 2000 rupie (emesse il 17 ottobre 2006)
- 5000 rupie

### Serie di banconote
- 1951 "re Giorgio VI"
- 1952 "regina Elisabetta II"
- 1956 "Armoriale di Ceylon"
- 1962 "S. W. R. D. Bandaranayake"
- 1965 "Parakramabahu, il Grande"
- 1970 "S. W. R. D. Bandaranayake"
- 1975 "Armoriale dello Sri Lanka"
- 1979 "Fauna e Flora"
- 1981 "Temi storici e archeologici"
- 1987 "Tema storici e sviluppo"
- 1991 "Patrimonio dello Sri Lanka"
- 1998 "50º anniversario dell'indipendenza dello Sri Lanka" (banconota commemorativa da 200 rupie in polimeri)

### 1952 regina Elisabetta II
| 1952 Serie regina Elisabetta | 1952 Serie regina Elisabetta | 1952 Serie regina Elisabetta | 1952 Serie regina Elisabetta | 1952 Serie regina Elisabetta | 1952 Serie regina Elisabetta | 1952 Serie regina Elisabetta | 1952 Serie regina Elisabetta | 1952 Serie regina Elisabetta | 1952 Serie regina Elisabetta |
| Immagine                     | Immagine                     | Valore                       | Dimensioni                   | Colore                       | Fronte                       | Verso                        | Data stampa                  | Data emissione               | Filigrana                    |
| ---------------------------- | ---------------------------- | ---------------------------- | ---------------------------- | ---------------------------- | ---------------------------- | ---------------------------- | ---------------------------- | ---------------------------- | ---------------------------- |
|                              |                              | Una rupia                    |                              | Blu chiaro                   |                              |                              | 1952                         |                              |                              |

### 1956 Armoriale di Ceylon
| 1956 Series | 1956 Series | 1956 Series | 1956 Series | 1956 Series | 1956 Series | 1956 Series | 1956 Series | 1956 Series    | 1956 Series |
| Immagine    | Immagine    | Valore      | Dimensioni  | Colore      | Fronte      | Verso       | Data stampa | Data emissione | Filigrana   |
| ----------- | ----------- | ----------- | ----------- | ----------- | ----------- | ----------- | ----------- | -------------- | ----------- |
|             |             | Una rupia   |             | Blu chiaro  |             |             | 1963        |                |             |

### 1965Parakramabahu, il Grande
| Serie 1965 | Serie 1965 | Serie 1965 | Serie 1965 | Serie 1965 | Serie 1965 | Serie 1965 | Serie 1965     | Serie 1965        | Serie 1965 |
| Immagine   | Immagine   | Valore     | Dimensioni | Colore     | Fronte     | Verso      | Data di stampa | Data di emissione | Filigrana  |
| ---------- | ---------- | ---------- | ---------- | ---------- | ---------- | ---------- | -------------- | ----------------- | ---------- |
|            |            | 5 Rupie    |            | Rosso      |            |            | 1974           |                   |            |
|            |            | 10 Rupie   |            | Verde      |            |            | 1971           |                   |            |

### 1970S. W. R. D. Bandaranayake
| Serie 1965 | Serie 1965 | Serie 1965 | Serie 1965 | Serie 1965          | Serie 1965 | Serie 1965 | Serie 1965     | Serie 1965        | Serie 1965 |
| Immagine   | Immagine   | Valore     | Dimensioni | Colore              | Fronte     | Verso      | Data di stampa | Data di emissione | Filigrana  |
| ---------- | ---------- | ---------- | ---------- | ------------------- | ---------- | ---------- | -------------- | ----------------- | ---------- |
|            |            | 50 Rupie   |            | Viola, verde chiaro |            |            | 1974           |                   |            |

### 1977 Armoriale dello Sri Lanka
| Serie 1977 | Serie 1977 | Serie 1977 | Serie 1977 | Serie 1977           | Serie 1977 | Serie 1977 | Serie 1977  | Serie 1977     | Serie 1977 |
| Immagine   | Immagine   | Valore     | Dimensioni | Colore               | Fronte     | Verso      | Data stampa | Data emissione | Filigrana  |
| ---------- | ---------- | ---------- | ---------- | -------------------- | ---------- | ---------- | ----------- | -------------- | ---------- |
|            |            | 100 Rupie  |            | Viola chiaro, grigio |            |            | 1977        |                |            |

### 1981 Temi storici ed archeologici
| Serie 1981 | Serie 1981 | Serie 1981 | Serie 1981 | Serie 1981     | Serie 1981 | Serie 1981 | Serie 1981     | Serie 1981        | Serie 1981 |
| Immagine   | Immagine   | Valore     | Dimensioni | Colore         | Fronte     | Verso      | Data di stampa | Data di emissione | Filigrana  |
| ---------- | ---------- | ---------- | ---------- | -------------- | ---------- | ---------- | -------------- | ----------------- | ---------- |
|            |            | 5 rupie    |            | Rosso          |            |            | 1982           |                   |            |
|            |            | 10 rupie   |            | Verde          |            |            | 1990           |                   |            |
|            |            | 20 rupie   |            | Viola          |            |            | 1990           |                   |            |
|            |            | 50 rupie   |            | Blu            |            |            | 1982           |                   |            |
|            |            | 500 rupie  |            | Marrone chiaro |            |            | 1981           |                   |            |
|            |            | 1000 rupie |            | Verde chiaro   |            |            | 1991           |                   |            |

### 1991 Serie "Heritage "
La serie "Heritage ha visto molte revisioni nella sua vita dal 1991. La revisione del 1995 ha una immagine latente in basso al centro del verso. La revisione del 2001 ha aggiunto strisce metalliche alla banconote da 500 e 1000 rupie.
| Serie in circolazione | Serie in circolazione | Serie in circolazione | Serie in circolazione | Serie in circolazione    | Serie in circolazione                                                                          | Serie in circolazione |
| Fronte                | Recto                 | Valore                | Dimensioni            | Colore                   | Data di stampa                                                                                 | Data di emissione     |
| --------------------- | --------------------- | --------------------- | --------------------- | ------------------------ | ---------------------------------------------------------------------------------------------- | --------------------- |
|                       |                       | 10 rupie              |                       | Verde                    | 1º gennaio 1991 1º luglio 1992 19 agosto 1994 15 novembre 1995 12 dicembre 2001 10 aprile 2004 |                       |
|                       |                       | 20 rupie              |                       | Viola                    | 1º gennaio 1991 1º luglio 1992 19 agosto 1994 15 novembre 1995 12 dicembre 2001 10 aprile 2004 |                       |
|                       |                       | 50 rupie              |                       | Blu                      | 1º gennaio 1991 1º luglio 1992 19 agosto 1994 15 novembre 1995 12 dicembre 2001 10 aprile 2004 |                       |
|                       |                       | 100 rupie             |                       | Arancione                | come sopra senza la revisione del 1994                                                         |                       |
|                       |                       | 500 rupie             |                       | Arancione chiaro e viola | come sopra senza la revisione del 1994                                                         |                       |
|                       |                       | 1000 rupie            |                       | Verde chiaro             | come sopra senza la revisione del 1994                                                         |                       |
|                       |                       | 2000 rupie            |                       | Arancione                | 19 novembre 2005                                                                               | 17 ottobre 2006       |